# Lišov, Krupina
Lišov este o comună slovacă, aflată în districtul Krupina din regiunea Banská Bystrica. Localitatea se află la altitudinea de 187 m deasupra n.m., se întinde pe o suprafață de 19,39 km2 și în 2017 număra 221 de locuitori.

## Istoric
Localitatea Lišov este atestată documentar din 1235.

## Demografie
| An:                | 1994 | 2004    | 2014    | 2024   |
| ------------------ | ---- | ------- | ------- | ------ |
| Număr de persoane: | 237  | 268     | 232     | 215    |
| Diferență:         |      | +13,08% | −13,43% | −7,32% |

| An:                | 2023 | 2024   |
| ------------------ | ---- | ------ |
| Număr de persoane: | 219  | 215    |
| Diferență:         |      | −1,82% |